# Занетов, Гаврил
Гаврил Занетов — болгарский юрист, историк, публицист, литературовед и член-корреспондент БАН.

## Биография
Гаврил Занетов родился в 1863 году в селе Конгаз Бессарабии в семье гагаузов, затем в Объединенном княжестве Валахии и Молдавии. Окончил Болградскую гимназию и юридический факультет Императорского Нового Российского университета. 
Работал судьей и прокурором в Варне, Враце, Сливене и других городах, а также апелляционным судьёй в Софии. Помимо работы в суде, являлся литературоведом и публицистом, а также автором ряда книг, исследований и публикаций по историко-этнографическим вопросам. Сотрудничал с большинством болгарских периодических изданий конца XIX и начала XX века. Публиковался в «Болгарском обозрении», «Периодическом журнале», «Деннице» и других изданиях. 
Являлся основательным и серьезным исследователем и знатоком в изучении Поморавья. В 1917-1918 годах он был членом Поморавского народного просветительного комитета.

## Научные работы
- Българското население в средните векове (в основном с правовой направленностью, хотя и содержит историко-этнографический обзор), 1902 год.
- Западни български земи и Сърбия.
- Българските колонии в Русия (1891 – 1892 г.), периодическое издание.
- Българските колонии в Русия (1895 г.), периодическое издание.
- Две статии по нашата литература, 1893 год.
- В Сръбско и Хърватско, 1898 год.
- Първите влашки господари (1900 – 1901 г.), периодическое издание  Архивировано 28 июля 2010 года..
- Българското население в средните векове. Историко-юридически скици. Русе, 1902.
- Едно пътуване от Цариград до Яш в Молдова през зимата на 1775 г. от Конт Д. Хатурив, 1906 год.
- Българи на Морава. 1914 г.  (недоступная ссылка),  Архивировано 28 июля 2010 года..
- Западните предели на българската народност. 1916 год.
- Западни български земи и Сърбия. С. 1917 год. (недоступная ссылка)
- Населението по долината на Велика Морава. София, 1918  (недоступная ссылка)
- Австро-германската политика към България.
- Българските народни песни от село Конгаз, 1933 год.